# Thomas Strakosha
Thomas Fotaq Strakosha (* 19. März 1995 in Athen, Griechenland) ist ein albanischer Fußballtorhüter. Er steht beim griechischen Verein AEK Athen unter Vertrag und ist A-Nationalspieler.

## Karriere

### Anfänge in Griechenland und Wechsel nach Italien
Strakosha begann im Jahr 2011 im Jugendverein des griechischen Erstligisten Panionios Athen seine fußballerische Karriere. Bereits nach seiner ersten Saison wurde er für eine Summe von 75.000 Euro von Lazio Rom verpflichtet, wo er zwischen 2012 und 2014 in der U19-Mannschaft eingesetzt wurde.

### Profifußball
In der Saison 2012/13 gelang Strakosha durch den Verkauf ihres Torhüters Juan Pablo Carrizo zu Inter Mailand den Sprung in den Profikader von Lazio Rom, wo er zunächst als dritter Torhüter hinter Federico Marchetti und Albano Bizzarri vorgesehen war. Als im September 2013 Bizzarri an den CFC Genua verkauft und stattdessen Etrit Berisha vom schwedischen Erstligisten Kalmar FF verpflichtet wurde, blieb Strakosha weiterhin dritter Torhüter bei Lazio. Obwohl Strakosha bisher kein einziges Spiel für die Italiener absolviert hatte, wurde sein Vertrag im Juli 2014 bis 2019 verlängert.
Im Juli 2015 wurde Strakosha an den Zweitliga-Aufsteiger US Salernitana verliehen, um dort Spielpraxis sammeln zu können. Am 19. August 2015 absolvierte der junge Albaner beim 1:0-Erfolg Salernitanas in der zweiten Runde der Coppa Italia gegen den AC Pisa sein erstes Pflichtspiel. Bereits eine Woche später spielte Strakosha erneut im italienischen Pokal gegen Chievo Verona und hatte durch mehrere Paraden großen Anteil an den Einzug in die nächste Pokalrunde. Am 6. September 2015 debütierte Strakosha am ersten Spieltag der Serie B gegen den US Avellino 1912, das Salernitana mit 3:1 für sich entscheiden konnte. In dieser Saison absolvierte Strakosha lediglich elf Spiele und ging nach dem Ende des Leihvertrages zurück zu Lazio.
Zurück in Rom avancierte Strakosha durch die Verletzung von Marchetti und den Verkauf von Berisha an Atalanta Bergamo zum ersten Torhüter des Teams und gab am 20. September 2016 im Serie-A-Spiel gegen den AC Mailand sein Debüt für Lazio, wobei er trotz einer 2:0-Niederlage eine gute Leistung zeigte. Fünf Tage darauf spielte Strakosha erstmals zu Null gegen den FC Empoli. Der frühere italienische Nationaltorhüter Dino Zoff lobte den zu dem Zeitpunkt 21-jährigen Albaner für seine Leistungen in beiden Partien.
Im Februar des Jahres 2017 wurde sein Vertrag bis 2022 verlängert. Strakosha spielte seine erste Saison bei Lazio ab diesem Zeitpunkt und erreichte in der Serie A den fünften Platz und das Finale der Coppa Italia, welches allerdings gegen Juventus Turin mit 2:0 verloren wurde. Am 13. August 2017 gewann Lazio gegen Juventus die Supercoppa Italiana, dem italienischen Supercup, mit 3:2. Bei dem Erfolg stand Strakosha im Tor.
Im Juli 2022 wechselte Strakosha ablösefrei zum englischen Erstligisten FC Brentford. Dort wurde er Ersatztorhüter hinter David Raya sowie nach dessen Abgang 2023 hinter dem neu verpflichteten Mark Flekken.
Im Juli 2024 wechselte Strakosha ablösefrei zum griechischen Erstligisten AEK Athen.

### Nationalmannschaft
Strakosha wurde im Jahr 2012 erstmals für die U17-Nationalmannschaft berufen, die zu diesem Zeitpunkt an der Eliterunde der Qualifikation zur U17-Europameisterschaft berufen, blieb allerdings in allen drei Partien ohne Einsatz. Am 26. Februar 2012 gab Strakosha sein Debüt in der U17-Nationalmannschaft in einem Freundschaftsspiel gegen Bulgarien, das 2:0 gewonnen wurde.
Unter seinem Vater, Foto Strakosha, dem damaligen U19-Nationaltrainer, wurde Strakosha für die Qualifikation zur U19-Europameisterschaft 2013 berufen. Strakosha bestritt alle drei Spiele, in denen er insgesamt sechs Gegentore hinnehmen musste und Albanien lediglich gegen die U19-Nationalmannschaft Belgiens gewinnen konnte. Albanien schied trotz dieses Erfolges als Gruppenletzter aus. Auch im Jahr darauf nahm Strakosha mit der U19-Mannschaft an der Qualifikation für die U19-Europameisterschaft teil und wurden mit zwei 1:1-Unentschieden gegen die Slowakei und Bulgarien, sowie einer 1:0-Niederlage gegen die Griechenland erneut Gruppenletzter. Strakosha wurde von U20-Trainer Skënder Gega für das Fußballturnier im Rahmen der Mittelmeerspiele 2013 in den U20-Kader berufen, absolvierte jedoch kein Spiel unter ihm.
Strakosha wurde 2015 für die U21-Nationalmannschaft nominiert, für die er vier Spiele im Rahmen der Qualifikation für die U21-Europameisterschaft 2015 bestritt. In der Qualifikationsrunde für die U21-Europameisterschaft 2017 verpasste Strakosha lediglich drei Spiele: Das erste Gruppenspiel musste er aufgrund einer Verletzung absagen, im Spiel gegen Portugal war er Ersatzspieler, und im letzten Qualifikationsspiel wurde er aufgrund einer Nominierung für die A-Nationalmannschaft nicht berücksichtigt.
Strakosha wurde von Nationalcoach Gianni De Biasi erstmals im August des Jahres 2016 in den Kader der A-Nationalmannschaft für ein Freundschaftsspiel gegen die Nationalmannschaft Marokkos und dem darauffolgenden WM-Qualifikationsspiel gegen die Nationalmannschaft Mazedoniens berufen, kam jedoch in keinem der Spiele zum Einsatz. Auch für das Qualifikationsspiel im November gegen die Nationalmannschaft Israels wurde er trotz Nominierung nicht eingesetzt. Aufgrund einer Sperre des eigentlichen Stammtorhüters Etrit Berisha kam Strakosha am 24. März 2017 bei der 0:2-Niederlage im WM-Qualifikationsspiel gegen die Nationalmannschaft Italiens zu seinem Debüt in der A-Nationalmannschaft.

## Privates
Strakosha ist der Sohn des ehemaligen albanischen Fußballspielers Foto Strakosha, welcher zwischen 1990 und 2005 ebenfalls Nationaltorhüter Albaniens war. Sein Vater, der aus Memaliaj stammt, spielte beim griechischen Serienmeister Olympiakos Piräus in Athen, als Thomas auf die Welt kam. Sein älterer Bruder Dhimitri ist ebenfalls Fußballspieler und spielt als Stürmer beim KF Himara in der Kategoria e dytë, der dritten Liga Albaniens.

## Erfolge
Lazio Rom Primavera
- Italienischer Primavera-Meister: 2012/13
- Italienischer Primavera-Pokalsieger: 2013/14

Lazio Rom
- Italienischer Pokalsieger: 2012/13, 2018/19
- Italienischer Supercupsieger: 2017, 2019